# Killian Hayes
Killian Deron Antron Hayes (Flórida, 27 de julho de 2001) é um jogador franco-americano de basquete profissional que atualmente joga no Long Island Nets da NBA G League.
Ele estreou no time sênior do Cholet aos 16 anos. Na temporada de 2019-20, ele se mudou para a Alemanha para jogar pelo Ratiopharm Ulm. Ele foi selecionado pelos Pistons como a 7ª escolha geral no Draft da NBA de 2020.
Hayes ganhou a medalha de ouro e o prêmio de MVP com a França no EuroBasket Sub-16 de 2017. Ele levou seu time à medalha de prata na Copa do Mundo Sub-17 de 2018.

## Primeiros anos
Hayes nasceu em Lakeland, Flórida, nos Estados Unidos, no mesmo hospital que seu pai, DeRon Hayes, que na época jogava basquete na American Basketball Association (ABA). Um ano depois, Hayes foi morar em Cholet, na França, depois que seu pai continuou sua carreira no LNB Pro A, a principal liga do país. Ele jogou basquete desde muito jovem, enfrentando oponentes mais velhos em Lakeland e Orlando, Flórida. Hayes assistiu aos melhores momentos de jogos de basquete no YouTube, inspirando-se em Dwyane Wade para aprender novos movimentos. Ele cresceu jogando nas categorias de base do Cholet Basket, o ex-clube de seu pai. Embora quisesse jogar basquete colegial e universitário nos Estados Unidos, ele permaneceu na França a conselho de seu pai, que viera do sistema de basquete americano.
Em 2016, Hayes recusou uma oportunidade de ingressar no INSEP, um prestigioso instituto de esportes em Paris, sob a orientação de seus pais. Ele começou a jogar pelo Espoirs Cholet no LNB Espoirs, a Liga Francesa Sub-21, na temporada de 2016-17 e era de cinco a sete anos mais jovem do que muitos de seus adversários. Em sete jogos pelo Espoirs, Hayes teve médias de 4,7 pontos e 2,3 assistências em 15,4 minutos. Em abril de 2017, ele registrou 13 pontos, sete assistências e cinco roubos de bola, compartilhando o Prêmio de MVP com Addison Patterson, no Jordan Brand Classic International Game. Na temporada de 2017-18, Hayes teve médias de 16,6 pontos, 3,9 rebotes e 7,2 assistências no Espoirs Cholet. Ele foi nomeado MVP da liga após a temporada regular e ajudou seu time a ganhar o Trophée du Futur (Troféu do Futuro), sendo nomeado MVP da competição.

## Carreira profissional

### Cholet (2017–2019)

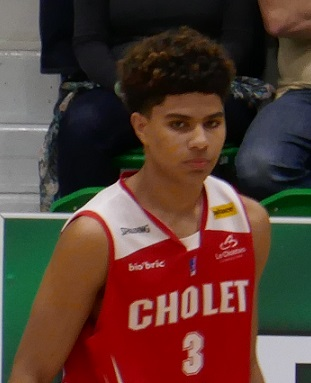
Hayes no Cholet em 2018

Em 21 de outubro de 2017 aos 16 anos, dois meses e 24 dias de idade, Hayes estreou-se pela equipa sênior do Cholet, jogando dois minutos na derrota para o Nanterre 92 na LNB Pro A. Em fevereiro de 2018, ele jogou no Basquete Sem Fronteiras durante o All-Star Weekend em Los Angeles, onde foi o segundo participante mais jovem. No último jogo da Pro A em 15 de maio de 2018, Hayes registrou 12 pontos e seis assistências na vitória sobre Le Mans. Ele terminou a temporada com médias de 2,2 pontos e 1,2 assistências em 9,1 minutos em nove partidas.
Antes da temporada 2018-19, ele assinou um contrato profissional de três anos com o Cholet após considerar vários outros clubes europeus. Em 22 de setembro de 2018, depois de perder três semanas com lesões nas costas e nos dedos dos pés, Hayes marcou 12 pontos na derrota para o Estrasburgo. Depois de sua equipe ter ficado em último lugar no campeonato, o time demitiu o técnico Régis Boissié, que foi substituído por Erman Kunter. Devido às dificuldades do Cholet, Hayes inicialmente acreditou que havia "cometido um grande erro ao permanecer na Europa". No All-Star Weekend de 2009 em Charlotte, Carolina do Norte, em fevereiro, ele competiu no Basquete Sem Fronteiras pela segunda vez. Em 30 de maio de 2019, Hayes registrou 17 pontos, cinco rebotes e cinco roubos de bola na derrota para o Élan Chalon. Em 34 jogos, Hayes teve médias de 7,1 pontos e 3,1 assistências.

### Ulm (2019–2020)
Em 2 de agosto de 2019, Hayes assinou um contrato de três anos com o Ratiopharm Ulm da Basketball Bundesliga (BBL), a liga principal da Alemanha, e da EuroCup.
Ele estreou em 24 de setembro e registrou 15 pontos, seis rebotes e seis assistências na vitória sobre o Rasta Vechta. Hayes jogou sua primeira jogo na EuroCup em 2 de outubro, terminando com oito pontos, nove assistências e três roubos de bola na derrota para o Virtus Bologna. Em 3 de novembro, ele marcou seu primeiro duplo-duplo da carreira com 11 pontos e 11 assistências na derrota para o Alba Berlin. Duas semanas depois, Hayes registrou 24 pontos, cinco assistências e três roubos de bola em uma vitória de 81-78 sobre o Brose Bamberg. Em 20 de novembro, ele teve 12 pontos e 11 assistências na derrota para o Promitheas Patras, tornando-se o segundo jogador mais jovem a registrar um duplo-duplo na EuroCup, sendo o mais jovem Ricky Rubio. Em 18 de dezembro, Hayes registrou 25 pontos e cinco assistências na derrota por 96-92 para o Maccabi Rishon LeZion. Ele registrou 20 pontos e 10 assistências na derrota por 112–106 na prorrogação para o Alba Berlin em 11 de fevereiro.
Quando a BBL foi suspensa em 8 de março devido à pandemia de COVID-19, Hayes voltou para sua família em Lakeland. Em 27 de março, ele se declarou para o Draft da NBA de 2020. Hayes não jogou no BBL Final Tournament realizado em junho. Ele terminou a temporada com médias de 11,6 pontos, 5,4 assistências, 2,8 rebotes e 1,5 roubos de bola em 33 jogos combinados na EuroCup, BBL e BBL-Pokal.

### Detroit Pistons (2020–2024)
Em 18 de novembro de 2020, Hayes foi selecionado pelo Detroit Pistons como a 7ª escolha geral no Draft da NBA de 2020. Em 1 de dezembro de 2020, o Detroit Pistons anunciou que tinha assinado um contrato de 4 anos e US$24 milhões com Hayes.
Em 4 de janeiro de 2021, em uma derrota por 115-125 para o Milwaukee Bucks, ele sofreu uma lesão no quadril e foi descartado por pelo menos dois meses. Em 29 de abril, Hayes registrou 11 assistências em uma derrota por 105-115 para o Dallas Mavericks. Em 9 de maio, ele registrou 21 pontos, o recorde da temporada, sete rebotes e oito assistências em uma derrota por 96-108 para o Chicago Bulls.
Em 11 de fevereiro de 2022, Hayes registrou 12 assistências, o recorde da carreira, e 11 pontos em uma derrota por 119-141 para o Charlotte Hornets. Em 1º de abril, ele registrou 26 pontos, o recorde de sua carreira, oito assistências, sete rebotes e cinco roubos de bola na vitória por 110-101 sobre o Oklahoma City Thunder.
Em 28 de dezembro de 2022, Hayes foi expulso de um jogo contra o Orlando Magic após uma briga entre ele, Hamidou Diallo e Moritz Wagner. No dia seguinte, a NBA anunciou que Hayes seria suspenso por três jogos como resultado do incidente.

## Carreira na seleção nacional
Representando a França, Hayes foi nomeado o MVP do EuroBasket Sub-16 de 2017 em Podgorica, Montenegro. Ele teve médias de 16,6 pontos, sete rebotes e 5,1 assistências e levou seu time à medalha de ouro.
Na Copa do Mundo de Basquete Sub-17 de 2018 na Argentina, Hayes ganhou a medalha de prata e foi nomeado para o All-Star Five após médias de 16,1 pontos, 3,6 rebotes, 3,3 assistências e 2,7 roubos de bola. Em julho de 2019, a Federação Francesa de Basquete impôs uma suspensão de seis jogos a Hayes por não jogar no EuroBasket Sub-20 de 2019 em Tel Aviv, Israel.

## Perfil do jogador

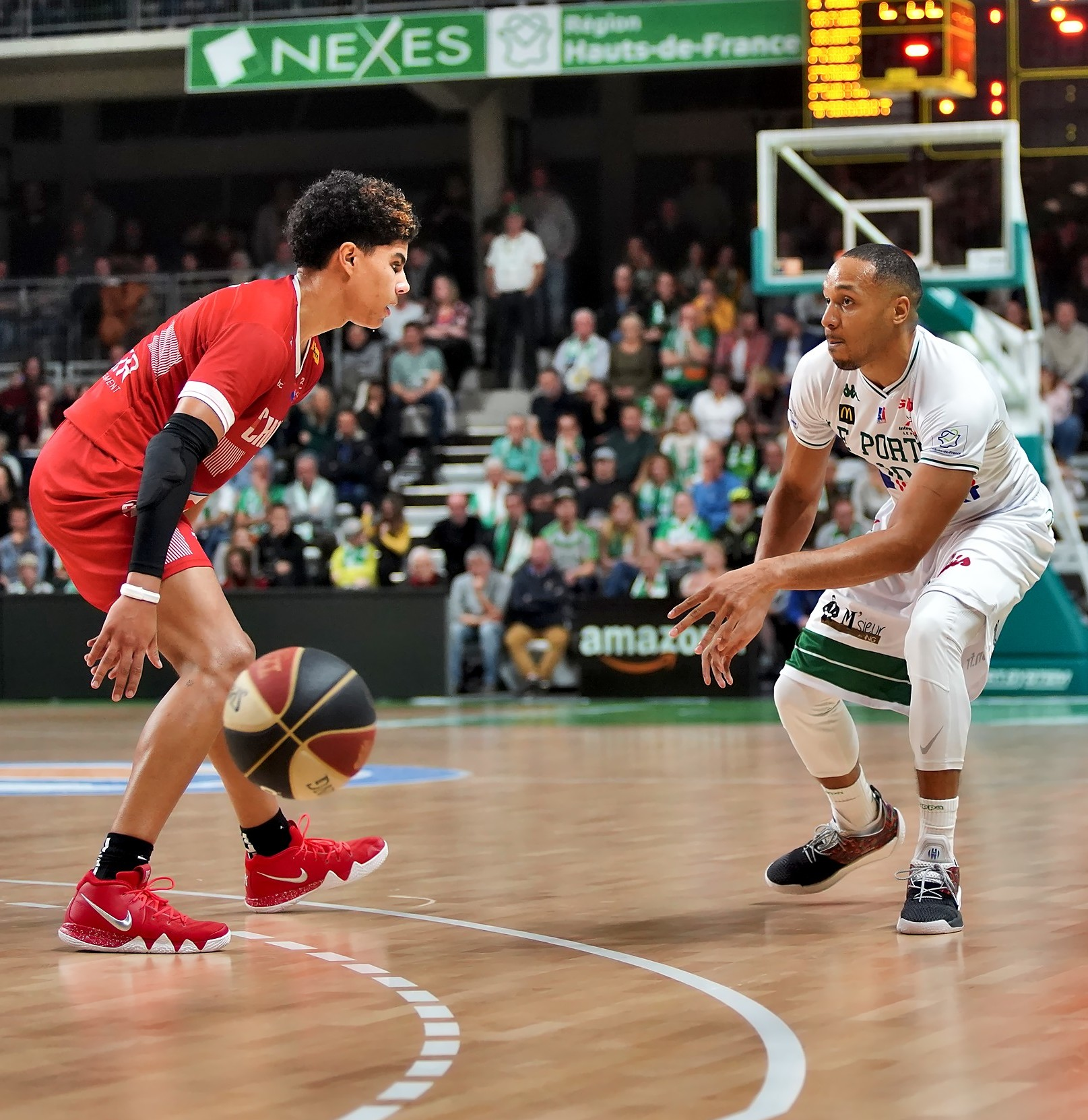
Hayes (à esquerda), no Cholet, marcando Brandyn Curry do Le Portel em novembro de 2018.

Hayes funciona principalmente como armador. Com 1,96 m, ele possui tamanho excepcional para sua posição, embora não seja considerado pelos analistas como um atleta extraordinário. Hayes é canhoto e raramente segura a bola com a mão direita, o que às vezes o limita. Ele modela seu jogo ofensivo com o de James Harden, outro armador canhoto. Hayes é o que mais recebe elogios por seu repertório. Em fevereiro de 2020, o escritor do The Athletic, Sam Vecenie, disse que "sua visão está absolutamente fora dos gráficos e sua capacidade de completar passes com a mão esquerda é inacreditável". Hayes prospera como um manipulador de bola no pick and roll e se sente confortável operando em um ataque de meia quadra. Hayes exibe uma boa forma de arremesso mas seu arremesso de três pontos é considerado um trabalho em andamento. Hayes também é um arremessador preciso de lances livres.
Ele pode marcar o Ala-armador e Alas. Embora sua falta de rapidez lateral o impeça de ser um grande defensor de perímetro, ele é mais eficaz como um defensor de pick and roll.

## Estatísticas

### NBA

#### Temporada regular
| Ano      | Equipe   | PJ | PT | MPJ  | AP   | 3P   | LL   | RT  | AS  | BR  | TO | PPJ |
| -------- | -------- | -- | -- | ---- | ---- | ---- | ---- | --- | --- | --- | -- | --- |
| 2020–21  | Detroit  | 26 | 18 | 25.8 | .353 | .278 | .824 | 2.7 | 5.3 | 1.0 | .4 | 6.8 |
| 2021–22  | Detroit  | 65 | 39 | 25.2 | .383 | .262 | .778 | 3.2 | 4.2 | 1.2 | .5 | 7.0 |
| Carreira | Carreira | 91 | 57 | 25.5 | .368 | .270 | .800 | 2.9 | 4.7 | 1.1 | .4 | 6.9 |

### EuroCup
| Ano     | Equipe | PJ | PT | MPJ  | AP   | 3P   | LL   | RT  | AS  | BR  | TO | PPJ  |
| ------- | ------ | -- | -- | ---- | ---- | ---- | ---- | --- | --- | --- | -- | ---- |
| 2019–20 | Ulm    | 10 | 10 | 26.8 | .455 | .390 | .909 | 2.3 | 6.2 | 1.5 | .2 | 12.8 |

Fonte:

## Vida pessoal
Hayes tem um pai americano, DeRon Hayes, que jogou basquete universitário na Penn State no início de 1990 e saiu como um dos artilheiros mais prolíficos da universidade. DeRon jogou profissionalmente na França, Portugal, Suécia, Ucrânia e Rússia. Ele passou grande parte dos primeiros anos de sua carreira nos clubes franceses Cholet e SLUC Nancy. A mãe de Hayes, Sandrine, é natural de Cholet, França, e também é ex-jogadora de basquete. Seus pais se conheceram porque a irmã de sua mãe era namorada do companheiro de equipe de seu pai.